# Jannicke Mikkelsen
Jannicke Jane Mikkelsen (née le 8 juin 1986) est une réalisatrice norvégienne reconnue comme l'une des pionnières dans le domaine du cinéma en réalité virtuelle (VR). En 2025, elle devient la deuxième astronaute norvégienne et la première femme européenne à commander un vaisseau spatial en tant que commandante du Crew Dragon lors de la mission spatiale privée Fram2, qui décolle le 1er avril 2025 et revient sur Terre le 4 avril 2025.

## Jeunesse
Née à Édimbourg, en Écosse, Jannicke Mikkelsen subit à 10 ans un accident d’équitation qui la laisse temporairement paraplégique. Grâce à sa détermination, elle recouvre l’usage de ses jambes, une expérience qui forge sa résilience. À 12 ans, fascinée par l’espace, elle postule pour un emploi à la NASA après un projet scolaire sur la cartographie 3D. Elle explore la photographie stéréoscopique et rejoint une communauté en ligne sur ce sujet. Parallèlement, elle se consacre au patinage de vitesse à haut niveau, terminant troisième du 3 000 m aux championnats de Norvège en 2005.

## Carrière en cinématographie 3D
En 2009, Mikkelsen devient opératrice de caméra spécialisée en stéréoscopie et collabore avec Florian Maier en Allemagne sur des films comme Vic le Viking 2 : Le Marteau de Thor et Hansel et Gretel : Witch Hunters. Leur travail est récompensé à deux reprises par l’Advanced Imaging Society (en) avec le prix Lumière de la meilleure stéréographie.

## Passage vers la réalité virtuelle
Avec le déclin de la 3D, Mikkelsen se tourne vers la réalité virtuelle. Elle obtient un master en cinématographie à la National Film and Television School à Beaconsfield, près de Londres, avec une thèse sur l’histoire de la stéréoscopie. Elle collabore avec Dr. Brian May, guitariste de Queen, sur la photographie stéréoscopique. En 2016, elle réalise VR The Champions, un concert immersif en 3D à 360° de Queen, utilisant une caméra volante, qui lui vaut un Imago Award. En 2018, elle crée Lunar Window, une installation VR interactive au Kennedy Space Center Visitor Complex pour le cinquantième anniversaire d’Apollo 11. En 2019, elle participe au vol record One More Orbit comme vidéaste. En 2022, elle supervise les effets visuels de Le Passager no 4.

## Mission spatiale
Résidant à Svalbard, Mikkelsen rencontre Chun Wang, un millionnaire maltais ayant fait fortune dans les cryptomonnaies, lors d’une expédition dans l’Arctique. En août 2024, Wang, qui finance la mission privée Fram2 avec SpaceX, la recrute comme commandante du Crew Dragon *Resilience*,.
En 2024-2025, elle s’entraîne à Los Angeles et en Alaska avec SpaceX pour se préparer à la mission, perfectionnant ses compétences en pilotage et en gestion d’expériences scientifiques dans des environnements extrêmes. Quelques jours avant le lancement, elle teste des caméras spécialisées à Svalbard pour capturer les aurores polaires depuis l’espace.
La mission Fram2 décolle le 1er avril 2025 à 00:47 UTC (31 mars 2025, 20:47 EDT) depuis le Centre spatial Kennedy, survolant les pôles en orbite rétrograde à 425-450 km d’altitude, une première historique. La mission, qui dure quatre jours, se termine le 4 avril 2025 avec un atterrissage dans l’océan Pacifique au large de la Californie, le premier pour une capsule *Dragon* habitée. Elle inclut 22 expériences scientifiques, dont des radiographies humaines en orbite et des prises de vue en 8K des aurores avec des caméras Canon R5C et RED V-Raptor. Mikkelsen, en tant que commandante, supervise l’équipage composé de Chun Wang (commandant de la mission), de l’ingénieure allemande Rabea Patricia Rogge (pilote) et de l’aventurier polaire australien Eric Philips (spécialiste de mission et officier médical). Elle porte le drapeau norvégien, devenant un symbole national. Le 1er avril 2025, elle filme les aurores polaires depuis l’espace, un moment salué comme une prouesse technique et artistique par la presse norvégienne.

## Récompenses
- 2017 : Imago Award for Extraordinary Technical Achievement[5]